# Tempé River
Tempé River är ett vattendrag i Grenada.   Det ligger i parishen Saint George, i den sydvästra delen av landet. Tempé River ligger på ön Grenada.